# هارولد اسکات مک‌دونالد کاکسیتر
هارولد اسکات مک‌دونالد «دونالد» کاکسیتر (انگلیسی: Harold Scott MacDonald "Donald" Coxeter؛ ۹ فوریهٔ ۱۹۰۷ – ۳۱ مارس ۲۰۰۳) هندسه‌دان کانادایی متولد بریتانیا بود. از او به عنوان یکی از بزرگترین هندسه‌دانان قرن بیستم یاد می‌شود.